# تريفور هوارد (لاعب كرة قدم)
تريفور هوارد (بالإنجليزية: Trevor Howard)‏ (2 يونيو 1949 - ) هو لاعب كرة قدم بريطاني في مركز الظهير. لعب مع كامبريدج يونايتد ونادي بورنموث.

## وصلات خارجية
- تريفور هوارد على موقع قاعدة بيانات كرة القدم.إي يو (الإنجليزية)